# Everytime We Touch (singel Cascady)
Everytime We Touch – czwarty singel pochodzący z albumu Everytime We Touch. Piosenka została bardzo pozytywnie przyjęta przez krytyków, co spowodowało międzynarodowy sukces tego utworu oraz wypromowanie zespołu w świecie. Uzyskała ona certyfikat RIAA w postaci podwójnej platyny.

## Listy utworów i formaty
- EU CD single

1. "Everytime We Touch" [Radio Edit] 3:17
2. "Everytime We Touch" [Rocco vs. Bass-T Remix Radio Edit] 3:05

- UK CD 5"

1. "Everytime We Touch" [Radio Edit] 3:18
2. "Everytime We Touch" [Yanou's Candlelight Mix] 3:19
3. "Everytime We Touch" [Original Club Mix] 5:33
4. "Everytime We Touch" [Kenny Hayes Sunshine Funk Remix] 6:05
5. "Everytime We Touch" [Dancing DJs Remix] 5:29
6. "Everytime We Touch" [KB Project Remix] 5:31
7. "Everytime We Touch" [Flip & Fill Mix] 5:43

- UK 12" single

1. "Everytime We Touch" [Original Club Mix] 5:33
2. "Everytime We Touch" [Styles & Breeze Remix] 5:32

- U.S. Maxi CD single

1. Everytime We Touch (Radio Mix) (3:19)
2. Everytime We Touch (Rocco vs. Bass-T Remix Radio Edit) (3:05)
3. Everytime We Touch (Dan Winter Radio Edit) (3:38)
4. Everytime We Touch (Verano Radio Edit) (3:23)
5. Everytime We Touch (Original Mix) (5:34)
6. Everytime We Touch (Rocco vs. Bass-T Remix) (5:42)
7. Everytime We Touch (Dan Winter Remix) (6:37)
8. Everytime We Touch (Scarf! Remix) (5:34)
9. Everytime We Touch (Verano Remix) (5:50)

- Sweden Maxi CD single

1. Everytime We Touch (Radio Edit) (3:17)
2. Everytime We Touch (Rocco vs. Bass-T Radio Cut) (3:07)
3. Everytime We Touch (Dan Winter Edit) (3:34)
4. Everytime We Touch (Scarf! Remix) (5:32)
5. Everytime We Touch (Original Club Mix) (5:31)
6. Everytime We Touch (Rocco vs. Bass-T Remix) (5:41)
7. Everytime We Touch (Dan Winter Remix) (6:33)
8. Everytime We Touch (Yanou's Candlelight Mix) (3:15)

- U.K. Maxi CD single

1. Everytime We Touch (Radio Edit) (3:18)
2. Everytime We Touch (Yanou's Candlelight Mix) (3:19)
3. Everytime We Touch (Original Club Mix) (5:33)
4. Everytime We Touch (Kenny Hayes Sunshine Funk Remix) (6:05)
5. Everytime We Touch (Dancing DJs Remix) (5:29)
6. Everytime We Touch (KB Project Remix) (5:31)
7. Everytime We Touch (Flip & Fill Mix) (5:43)

- Australian Maxi CD single

1. Everytime We Touch (Radio Mix) (3:18)
2. Everytime We Touch (Rocco vs. Bass-T Remix Radio Edit) (3:06)
3. Everytime We Touch (Dan Winter Radio Edit) (3:36)
4. Everytime We Touch (Verano Radio Edit) (3:23)
5. Everytime We Touch (Original Mix) (5:32)
6. Everytime We Touch (Rocco vs. Bass-T Remix) (5:42)
7. Everytime We Touch (Dan Winter Remix) (6:36)
8. Everytime We Touch (Verano Remix) (5:50)

- Australian Remixes Maxi CD single

1. Everytime We Touch (Aussie Radio Edit) (3:19)
2. Everytime We Touch (Yanou's Candlelight Mix) (3:17)
3. Everytime We Touch (Kenny Hayes Sunshine Funk Remix) (6:05)
4. Everytime We Touch (Dancing DJs Remix) (5:29)
5. Everytime We Touch (KB Project Remix) (5:31)
6. Everytime We Touch (Flip & Fill Mix) (5:43)

- German Maxi CD single

1. Everytime We Touch (Radio Edit)
2. Everytime We Touch (Rocco vs. Bass-T Radio Cut)
3. Everytime We Touch (Verano Edit)
4. Everytime We Touch (Dan Winter Edit)
5. Everytime We Touch (Scarf! Remix)
6. Everytime We Touch (Original Club Mix)
7. Everytime We Touch (Rocco vs. Bass-T Remix)
8. Everytime We Touch (Verano Remix)
9. Everytime We Touch (Dan Winter Remix)

- German Maxi CD single

1. Everytime We Touch (Radio Edit) (3:17)
2. Everytime We Touch (2-4 Grooves Radio Mix) (3:00)
3. Everytime We Touch (Rocco vs. Bass-T Radio Edit) (3:04)
4. Everytime We Touch (Original Mix) (5:31)
5. Everytime We Touch (Ballad Version) (3:15)

## Remiksy
- Everytime We Touch (Yanou's Candlelight Mix) 3:19
- Everytime We Touch (Original Mix) 5:34
- Everytime We Touch (Radio Mix) 3:19
- Everytime We Touch (89ers Remix) 5:32
- Everytime We Touch (89ers Radio Edit) 3:29
- Everytime We Touch (Dan Winter Remix) 6:36
- Everytime We Touch (Dan Winter Radio Edit) 3:35
- Everytime We Touch (Verano Remix) 5:53
- Everytime We Touch (Verano Edit) 3:21
- Everytime We Touch (Special D Remix) 5:55
- Everytime We Touch (Special D Edit) 3:27
- Everytime We Touch (Rocco Vs Bass-T Remix) 5:43
- Everytime We Touch (Rocco Vs. Bass-T Remix Radio Edit) 3:06
- Everytime We Touch (2-4 Grooves Remix) 6:11
- Everytime We Touch (2-4 Grooves Radio Edit) 3:00
- Everytime We Touch (Topmodelz Remix) 6:11
- Everytime We Touch (Topmodelz Radio Mix) 3:00
- Everytime We Touch (Delaction Remix EX) 7:25
- Everytime We Touch (Delaction Remix RA) 4.30
- Everytime We Touch (Commercial Club Crew Remix) 5:55
- Everytime We Touch (Commercial Club Crew Radio Edit) 3:27
- Everytime We Touch (Scarf! Remix) 5:32
- Everytime We Touch (Flip & Fill Remix) 5:45
- Everytime We Touch (Project One Remix) 5:43
- Everytime We Touch (Dancing DJs Remix) 5:31
- Everytime We Touch (KB Project Remix) 5:31
- Everytime We Touch (Kenny Hayes Sunshine Funk Remix) 6:05
- Everytime We Touch (Styles & Breeze Remix) 5:32
- Everytime We Touch (Carlito Jay vs 2-4 Grooves Remix) 5:55
- Everytime We Touch (Alex K Remix) 6:12
- Everytime We Touch (Tim Verba Remix)
- Everytime We Touch (New Feelings Remix)6:13

## Sprzedaż i certyfikaty
Łącznie sprzedane około 872,000 singli na świecie.
- 2x Platyna
- Platyna
- Złoto
- Złoto
- Srebro

## Notowania
| Notowanie (2005/2006)              | Najwyższa pozycja |
| ---------------------------------- | ----------------- |
| German DJ Playlist                 | 3                 |
| U.S. Billboard Adult Contemporary  | 28                |
| U.S. Billboard Dance Radio Airplay | 1                 |
| U.S. Billboard Hot 100             | 10                |
| U.S. Billboard Pop 100             | 5                 |
| Australian Dance Charts            | 7                 |
| Australian Singles Chart           | 61                |
| Canadian Dance Chart               | 2                 |
| Canadian Singles Chart             | 2                 |
| Canadian Airplay Chart             | 23                |
| Croatia Singles Chart              | 21                |
| Romania Singles Chart              | 10                |
| Czech IFPI Chart                   | 36                |
| Dutch Top 40                       | 10                |
| French Singles Chart               | 2                 |
| Irish Singles Chart                | 1                 |
| Israeli Singles Chart              | 1                 |
| Russian Airplay Chart              | 11                |
| Swedish Singles Chart              | 1                 |
| UK Singles Chart                   | 2                 |
| Switzerland Singles Chart          | 15                |
| German Singles Chart               | 5                 |
| Austria Singles Chart              | 4                 |